# Aldeadávila de la Ribera
Aldeadávila de la Ribera es un municipio y localidad española de la provincia de Salamanca, en la comunidad autónoma de Castilla y León. Se distingue como el núcleo de población más importante del noroeste de la comarca de Vitigudino y se considera la capital o centro de servicios de la subcomarca de La Ribera (Las Arribes). Pertenece al partido judicial de Vitigudino y a la Mancomunidad Centro Duero.
Además de la propia Aldeadávila, su término municipal está formado por los núcleos de población de Corporario y el Salto de Aldeadávila, ocupa una superficie total de 46,18 km² y según datos del padrón municipal 2017 elaborado por el INE, cuenta con 1258 habitantes.
Desde las visitas de Miguel de Unamuno se la conoce como «el corazón de Las Arribes». Presta su nombre a la presa de Aldeadávila, construida a 7 km. Es uno de los términos municipales con mayor oferta de lugares y actividades turísticas dentro del parque natural de Arribes del Duero.

## Toponimia
Las primeras referencias históricas existentes datan del siglo III y en ellas aparece Aldeadávila indicada bajo el nombre de «Aldea Dauila» o «Aldea de Ávila» así como Coporario bajo del nombre de «Darios». Según autores como Antonio Llorente Maldonado o Ángel Barrios García, Aldeadávila y Corporario constituirían un topónimo de repoblación de origen abulense y segoviano, en el sentido de que serían colonos de estas provincias los que establecerían estos dos núcleos de población, abulenses el primero, y segovianos el segundo.

## Geografía
Aldeadávila de la Ribera se encuentra situada en el noroeste salmantino. Hace frontera con Portugal y dista 100 km de Salamanca capital.
Se integra dentro de la comarca de La Ribera. Pertenece a la Mancomunidad Centro Duero y al partido judicial de Vitigudino.
En su término municipal están integradas las localidades de Aldeadávila de la Ribera, Corporario y Salto de Aldeadávila.
Su territorio se incluye en el parque natural de Arribes del Duero, un espacio natural protegido de gran atractivo turístico y científico.
| Noroeste: Bruçó (Portugal)  | Norte: Vilarinho dos Galegos (Portugal) | Nordeste: Pereña de la Ribera |
| Oeste: Salto de Aldeadávila |                                         | Este: Masueco                 |
| Suroeste: Mieza             | Sur: La Zarza de Pumareda               | Sureste: Masueco              |

### Geología y geomorfología
Aldeadávila de la Ribera tiene un relieve predominantemente suave y alomado, típico de la penillanura zamorano-salmantina de la Meseta Norte, que contrasta con los profundos encajonamientos fluviales del río Duero y sus afluentes. Su altitud media oscila entre los 730 m y los 670 m, siendo el punto más alto el pico de la Cabeza (776 m) y el punto más bajo la orilla del río Duero en la base de la presa de Aldeadávila (190 m).
Geológicamente Aldeadávila se encuentra dentro del Macizo Ibérico, una de las mayores unidades geológicas de la península ibérica. En su término municipal se pueden identificar dos tipos de rocas principales: granitoides, de entre los que destaca el macizo granítico en el que se encuentra excavada la presa de Aldeadávila; y esquistos y pizarras del Complejo Esquisto-Grauváquico. También existen algunas pegmatitas diseminadas con mineralizaciones de cierto interés que en el pasado llegaron a ser explotadas.
El elemento del paisaje más importante de Aldeadávila de la Ribera es el cañón fluvial del río Duero, una profunda incisión de más de 100 km de longitud que constituye uno de los mayores cañones fluviales de la península ibérica. Este cañón es además uno de los geosites reconocidos por el proyecto Global Geosites de España.

### Núcleos de población
El término municipal de Aldeadávila está formado por la localidad de Aldeadávila de la Ribera, donde se sitúa el ayuntamiento, y por las localidades anejas de Corporario de la Ribera y el poblado del Salto de Aldeadávila, antes más conocido como Santa Marina o La Verde.
Corporario es una localidad de algo más de 150 habitantes situada inmediatamente al lado de Aldeadávila, tan próxima a ella que ya prácticamente conforman el mismo núcleo urbano. Antonio Llorente dice en su libro «casi se puede considerar como un barrio de Aldeadávila». Fue un municipio independiente hasta el año 1972, momento en el que se anexiona a Aldeadávila fundamentalmente debido a la falta de medios económicos para prestar los servicios mínimos obligatorios. Ahora no posee ayuntamiento pero sigue manteniendo por ejemplo sus propias fiestas patronales. Es de singular belleza y de recomendación turística su iglesia, una de las más antiguas de la provincia.
El Salto de Aldeadávila es un pequeño poblado levantado en el valle del Duero, dominado por los Altos de Lagoaça. Existe desde el siglo XII debido a los eremitas instalados en el Convento de La Verde, que tras su abandono fue remodelado y reaprovechado como hospedería en los años 50. Actualmente cuenta con una población de alrededor de 20 personas. Siempre ha dependido administrativamente de Aldeadávila y entre sus rincones sin duda constituye el lugar más interesante la peña que según la leyenda protegió a la beata Santa Marina.

## Símbolos

### Escudo
El escudo heráldico que representa al municipio fue aprobado el 6 de noviembre de 1992 con el siguiente blasón:

«Escudo partido. Primero, de oro con seis roeles de azur, puestos en dos polos. Segundo, de sinople con tres veneras de plata puestas en palo. Entado en punto ondeado de plata y azur. Timbrado de la Corona Real Española»
Boletín Oficial de Castilla y León nº 6 de 11 de enero de 1994

### Bandera
El ayuntamiento no ha adoptado aún una bandera para el municipio.

## Historia

### Edad Media
La abundancia de fuentes en el barrio de Abajo, las fértiles tierras y el microclima propiciaron el poblamiento en la época árabe. En toda la comarca abundan las leyendas árabes, sus temas principales son las doncellas, las vírgenes, las fortalezas y las riquezas.
Según la Universidad de Granada, el término «Aldea-Dauila» podría tener un origen árabe indudable. Las calles de este pueblo, muy antiguas, mantienen nombres de resonancia medieval: La Cilla, Remoria, Atalaya, Peñas, El Mimbrero, etc. De este origen se conserva un lienzo de 400 metros de cercas árabes, próximo a la ermita de La Santa, en riesgo de desaparición, así como su antiguo perímetro, que delimita los antiguos barrios de Abajo, de Arriba, Peñas y La Atalaya. En la plaza mayor actual todavía existen sepulturas de dicha época. 

Es, sí, un silencio vivo el que aquí reina, vivo porque reposa sobre el sempiterno rumor del Duero, que en puro ser continuo acaba por borrarse de la conciencia de quien lo recoge. Allí, en aquel refugio, libertaríanse los espíritus del tiempo, engendrador de cuidados, yendo cada día a hundirse sin ruido con su malicia en la eternidad. ¡Siempre el mismo río, los mismos peñascos siempre, todo inmutable! Cuando lo que nos rodea no cambia, acabamos por no sentimos cambiar, por comprender que es el vivir un morir continuo, que «entre la vida y la muerte no hay espacio ninguno», como reza la inscripción del convento de La Verde... Hay en el camino un punto que se llama el montadero de los frailes; a una peña que forma a modo de un asiento le llaman la silla del guardián. Allí cuentan también que, viniendo Santa Marina perseguida de los moros y cansada del camino, al llegar a una peña, le dijo: «Ábrete, peña cerrada, que viene Marina cansada». En la peña hendida se colocó un altar a la santa, y sobre ella se alzó la capilla de Santa Marina, cercana al convento…
Parte del relato publicado en la revista bilbaína 'Ecos Literarios' (19 de marzo de 1898), Miguel de Unamuno.

La Reconquista de la zona, hasta entonces bajo dominio musulmán, la realiza el Reino de León, que surge a partir del Reino de Asturias de Don Pelayo y del que luego se subdividirían o desgajarían el Condado de Castilla, el Reino de Galicia y el Reino de Portugal. La repoblación de las tierras conquistadas llevada a cabo por los reyes leoneses planteó una disposición muy distinta de la actual, basando su desarrollo en el modelo repoblador gallego, que consistía en disponer muchas aldeas de pequeño tamaño y muy próximas entre sí, esquema que a la larga hizo insostenibles económicamente a muchas de ellas. En documentos de 1265 están registradas Simirera, Aveto o Robredo de las Casas (posteriormente Robredo de Santo Domingo). En los siglos XIV y XV existieron con parroquia propia las de Quadrilleros (en Corporario de la Ribera), la de Alcornocal (próxima al Teso Alcornoque de Aldeadávila) y la de La Revilla de Aldeadávila, que fueron abandonadas hacia los siglos XVII y XVIII. Finalmente perduraron hasta el siglo XIX las de La Verde (o Santa Marina) y la de Robredo de Santo Domingo. Gracias a los esfuerzos de vecinos de Aldeadávila de la Ribera y La Zarza de Pumareda se están empezando a rescatar restos medievales de tumbas y ermitas.
Finalizada la Reconquista, la zona no fue afectada por conflictos importantes. Permaneció pacíficamente integrada en la Corona leonesa, lejos de los conflictos con Castilla por encontrarse en el extremo más occidental, junto a la frontera con Portugal con quien tampoco tuvo conflictos destacables debido a la frontera natural que supone el río Duero.
La repoblación fue realizada en su mayoría por colonos asturianos aunque también por gallegos y castellanos, que trajeron consigo su cultura e idiosincrasia. Según podría atestiguar su topónimo, Aldeadávila de la Ribera y Corporario fueron núcleos repoblados por colonos abulenses el primero, y segovianos el segundo, durante la segunda mitad del siglo XII, perteneciendo a la diócesis de Salamanca en lo eclesiástico y al Reino de León en lo civil, militar y administrativo. La mayoría de autores los etiquetan como topónimos segoviano-abulenses.

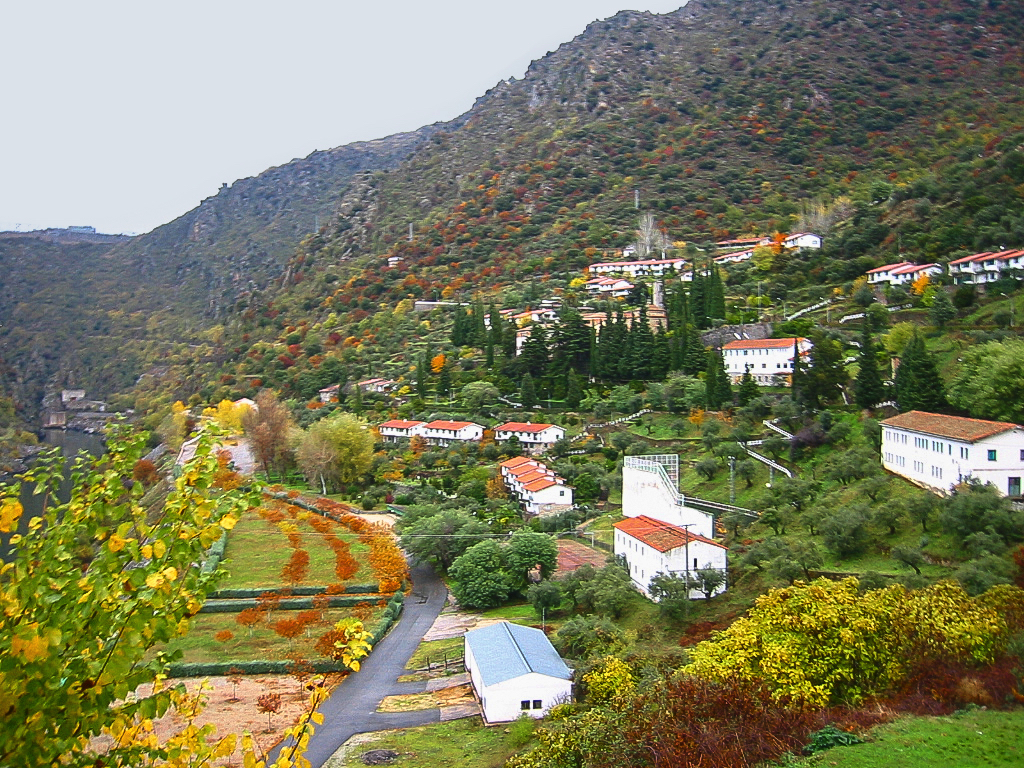
Poblado del Salto de Aldeadávila

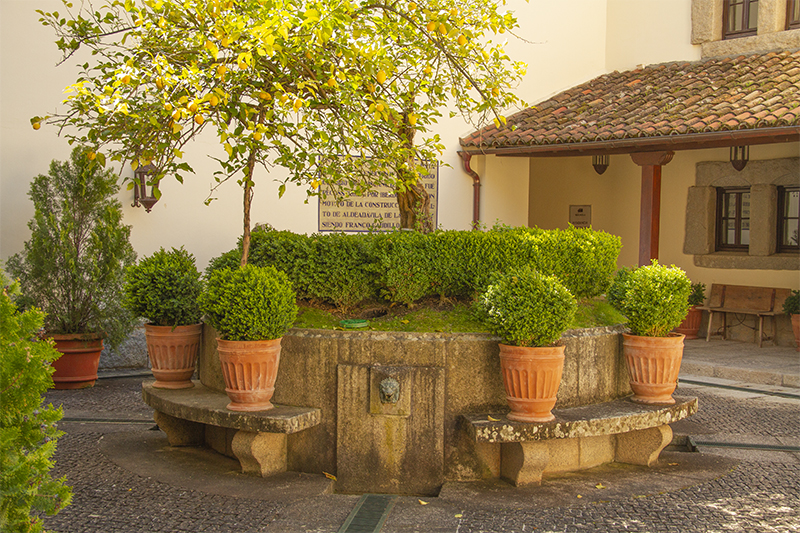
Claustro del Convento de La Verde

La historia de Aldeadávila durante su integración en la Corona leonesa, nos cuenta que al igual que el resto de localidades salmantinas fronterizas con Portugal y ribereñas del Duero, perteneció al concejo de villa y tierra de Ledesma, representado por sus señores medievales o de realengo en las Cortes del Reino de León de 1188, consideradas la cuna del parlamentarismo a nivel mundial. El primero o uno de los primeros documentos históricos que se conservan, en los que aparece nombrada Aldeadávila, data de 1265, copia documental de 1345, en el que se refiere por parte de la «Yglesia catedral de la ciudad de Salamanca» al préstamo que tiene con «Aldea Dauila» por la obra de la iglesia.
Con la muerte de Alfonso IX de León en 1230, su hijo Fernando III el Santo, quien ya era rey de Castilla, hereda el Reino de León, pero mantiene sus propias estructuras durante la Edad Moderna, conservando tanto sus instituciones como sus características de organización territorial.
En 1270 es fundado por frailes franciscanos el Convento de La Verde, siendo abandonado en 1834 tras la desamortización de Mendizábal.
Coincidiendo con el Tratado de Alcañices (1297), se indica que el concejo de Ledesma pertenecía al Señorío del infante Pedro. Posteriormente, en documentos de la celebración de las Cortes de Castilla y León el día 22 de julio de 1315 en Burgos, se nos dice que los representantes de la villa de Ledesma piden la restitución al concejo, con todos sus derechos, de las aldeas de Dieza -Mieza de la Ribera-, Aldea d'Avila -Aldeadávila de la Ribera-, Darios -Corporario-, Cabeza de Furamontanos -Cabeza de Framontanos-, Penna -Pereña de la Ribera- y Villarino de Arias -Villarino de los Aires-, algo a lo que la regencia del futuro rey Alfonso XI accede. Las Cortes de Valladolid de 1322, ya muerto el infante Pedro, confirman el traslado de la comarca de La Ribera de nuevo al concejo de Ledesma. Estos antiguos textos nos hacen pensar que estas aldeas fueron fortificadas en dicha época, para evitar nuevas ocupaciones portuguesas como las que realizó en 1296 el rey Dionisio I de Portugal, que ocupó hasta Simancas (Valladolid) y se anexionó posteriormente toda la comarca de Ribacoa. De esta época señorial de finales del siglo XIII con la crisis dinástica en la Corona de León y Castilla a la muerte de Fernando IV, procederían, entre otras, la antigua torre de Aldeadávila, que era un alcázar que se recreció y amplió a finales del siglo XV y principios del XVI. Además de este, también hubo castillos importantes en Vilvestre, Barruecopardo (anterior a 1212), Mieza de la Ribera, Masueco y Pereña.
Durante los reinados de Alfonso XI, Pedro I y Enrique II, el territorio de las Arribes del Duero vuelve a señorializarse y a tener sentido militar. Es donado a una sucesión de infantes bastardos y futuras reinas y reyes, entre ellos al infante Fernando Alfonso y a la reina Leonor de Alburquerque que se casa con Fernando I de Aragón en 1393, uniendo su señorío al de las Cinco Villas.
El definitivo asentamiento altomedieval de calles como Atalaya, La Cilla, Peñas o Remoria parece estar relacionado con la defensa fronteriza acontecida en la zona durante el siglo XII, momento en el que existió una atalaya en un promontorio rocoso próximo a la torre actual. Durante el infantado de Don Pedro de Molina, regente de Alfonso XI, el núcleo de población se refortificó con una cerca de 830 metros de perímetro elipsoidal regular, de la que se conserva su trazado y un lienzo entre la ermita de La Santa y la travesía de la Atalaya. El barrio intramuros de Abajo es un laberinto medieval y renacentista de callejuelas, patios enlosados de piedra, fachadas blasonadas con inscripciones y un sinfín de casas típicas de Las Arribes que conservan su carácter y por las que parece no haber pasado el tiempo, aunque alguna casa moderna que ensombrece el paseo. Desde ellas se puede admirar la torre y sentir algo de la admiración y el temor que debería de provocar en los vasallos medievales. El barrio de Arriba es todavía más laberíntico y se cree que en 1590 fueron alojadas en él 23 familias moriscas, por decreto de Felipe II.

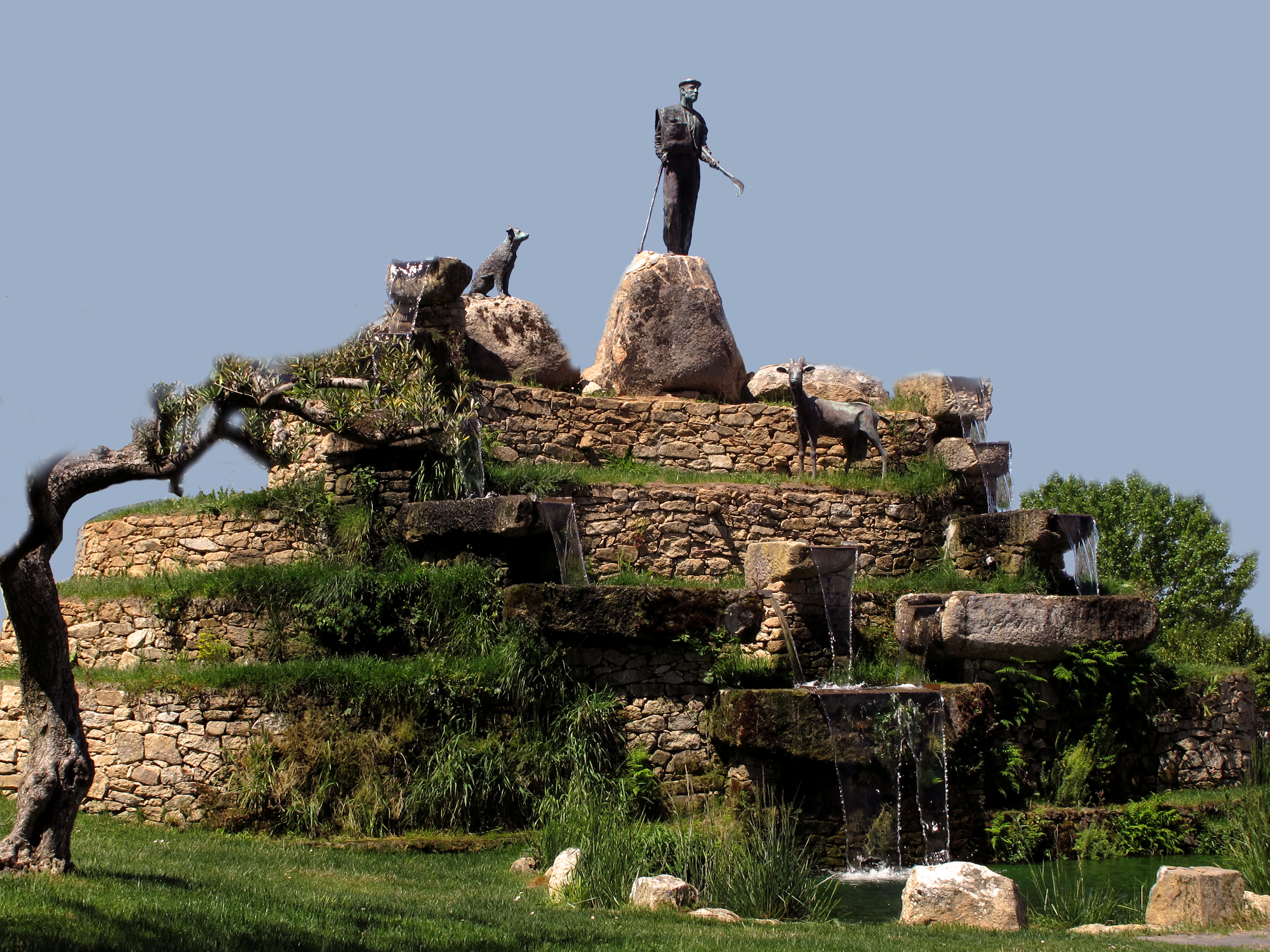
La fuente del Cabrero, uno de los oficios tradicionales del municipio

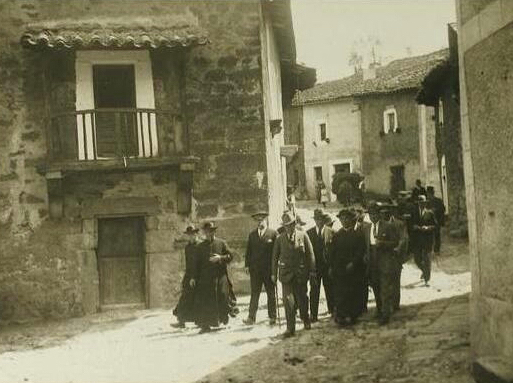
El obispo de Salamanca y su comitiva de visita en 1917

### Edad Moderna
La segunda mitad del siglo XV conoce una gran prosperidad en la zona y una redistribución importante de la población, siendo Ledesma, Aldeadávila, Villarino, Pereña, Masueco de la Ribera y Mieza los núcleos más poblados. Quizás por ello, la zona sufre abusos e intentos de señorialización por parte de caballeros salmantinos, como en el caso de García de Ledesma, antes de 1494: «...para que García de Ledesma, vecino de Salamanca, se presente ante el Consejo real y no moleste a los vecinos de Aldea de Ávila y de Masueco, con excomuniones…».
Hacia 1500 se crean seis Rodas, en la comarca de La Ribera las de Villarino y Mieza, aunque poco antes de 1534 la de Villarino se subdivide creándose la de Mazuecos -Masueco-. Cada roda tenía derecho a un escribano de número para celebrar escrituras públicas, no obstante algunas localidades como Aldeadávila también tuvieron derecho a escribano, como así se recoge en el acuerdo de 1501 firmado entre el bachiller de Aldeadávila y el Convento de las Monjas Clarisas de Salamanca. Hacia 1600 se constituye un Señorío en la zona, que por donación real ostenta Alfonso Fernández de Villarino de los Aires, quien lo transmite a su hijo Gonzalo y posteriormente al explorador del Perú Martín de Ledesma Valderrama. Entre sus lugares y sus términos figuraban Mazuelos -Masueco-, Aldea Dávila -Aldeadávila-, Corpario -Corporario-, La Vídola, Fuentes, Villasbonas -Villasbuenas-, La Badina, Villamuerto -Villarmuerto-, Grandes, Grandenos y Herbalejos, entre otros. La intervención urbanística de Martín de Ledesma en Villarino fue muy importante hacia 1624 «e lo que compré de Gonzalo Fernández, fijo de Alfonso Fernández de Villarino, en el dicho lugar de Villarino, la mitad del lugar que yo fice nuevo dentro en el corral de las mismas casas del dicho lugar de Villarino».
Aldeadávila alcanza el estatus de villa durante el siglo XVIII, época en la que pertenece a la Orden de Santiago, en la demarcación de «Partido y Vara de Castrotorafe» lo que hace que la población vuelva a alcanzar un nuevo período de prosperidad.

### Edad Contemporánea

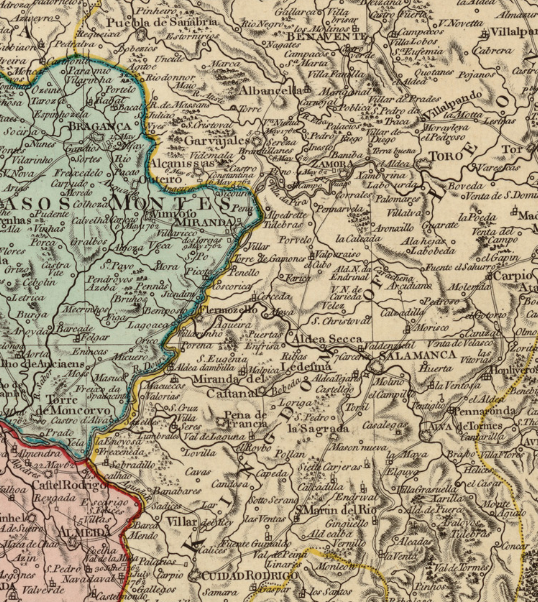
Detalle del Reino de León en The kingdoms of Portugal and Algarve from Zannoni's map, realizado en 1794 por J. Lodge, en el que aparece Aldeadávila

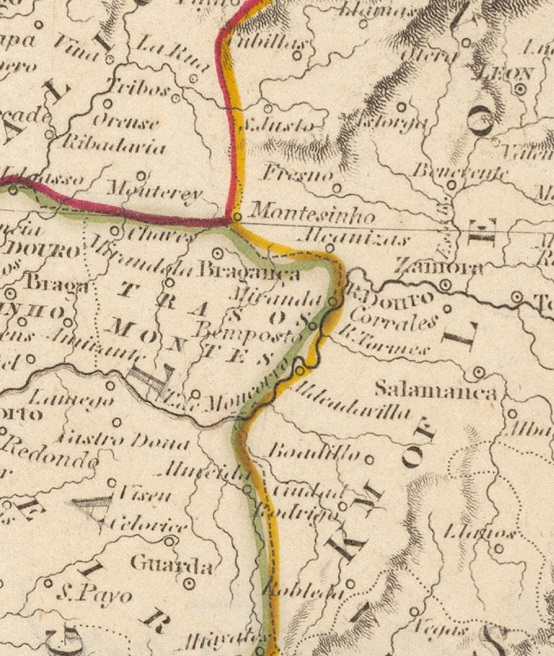
Detalle del área de confluencia de los reinos de León, Portugal y Galicia en el mapa 'Spain and Portugal', realizado en 1819 por Smith, en el que se puede observar Aldeadávila

La Guerra de la Independencia, iniciada en 1808, trajo a la zona importantes destrozos pues fueron destruidos el colegio de Masueco de la Ribera o la techumbre de la iglesia de Aldeadávila entre otros. Hubo importantes revueltas contra el ejército francés por la comarca de Vitigudino.
La comunicación de la parte norte de la comarca histórica de La Ribera con Ledesma y Salamanca, siempre fue a través del puente de Masueco, en la ruta L-5 que unía Ledesma con Aldeadávila y el convento de La Verde, ruta que atrajo población y peregrinos jacobeos, algo que ha quedado reflejado en el estilo arquitectónico isabelino, principalmente en Pereña y Masueco de la Ribera.
Con la división territorial de España de 1833 en la que se crean las actuales provincias, Aldeadávila queda encuadrada dentro de la Región Leonesa, formada por las provincias de León, Zamora y Salamanca, de carácter meramente clasificatorio, sin operatividad administrativa, que a grandes rasgos vendría a recoger la antigua demarcación del Reino de León (sin Galicia ni Asturias).
El escritor y rector de la Universidad de Salamanca, Miguel de Unamuno era un enamorado de Las Arribes. Su primera visita empezó por Masueco, la segunda por Fermoselle, entre los años 1894 y 1902. Habla con gran cariño de la zona y a Aldeadávila le dedica algunos párrafos: «De Masueco fuimos a Aldeadávila de la Ribera, la corte de esta región, la villa para los comarcanos. Y después de hacer noche en ella, emprendimos la marcha al retiro de La Verde... retiro en un tiempo de frailes menores... En la poterna, sobre la puerta y debajo de un escudo con los cinco estigmas franciscanos se lee: «Entre la vida y la muerte no hay espacio ninguno; en un instante se acaba lo que vive en el mundo. Año MDCCLXIX».

#### Dictadura de Francisco Franco (1939-1975)

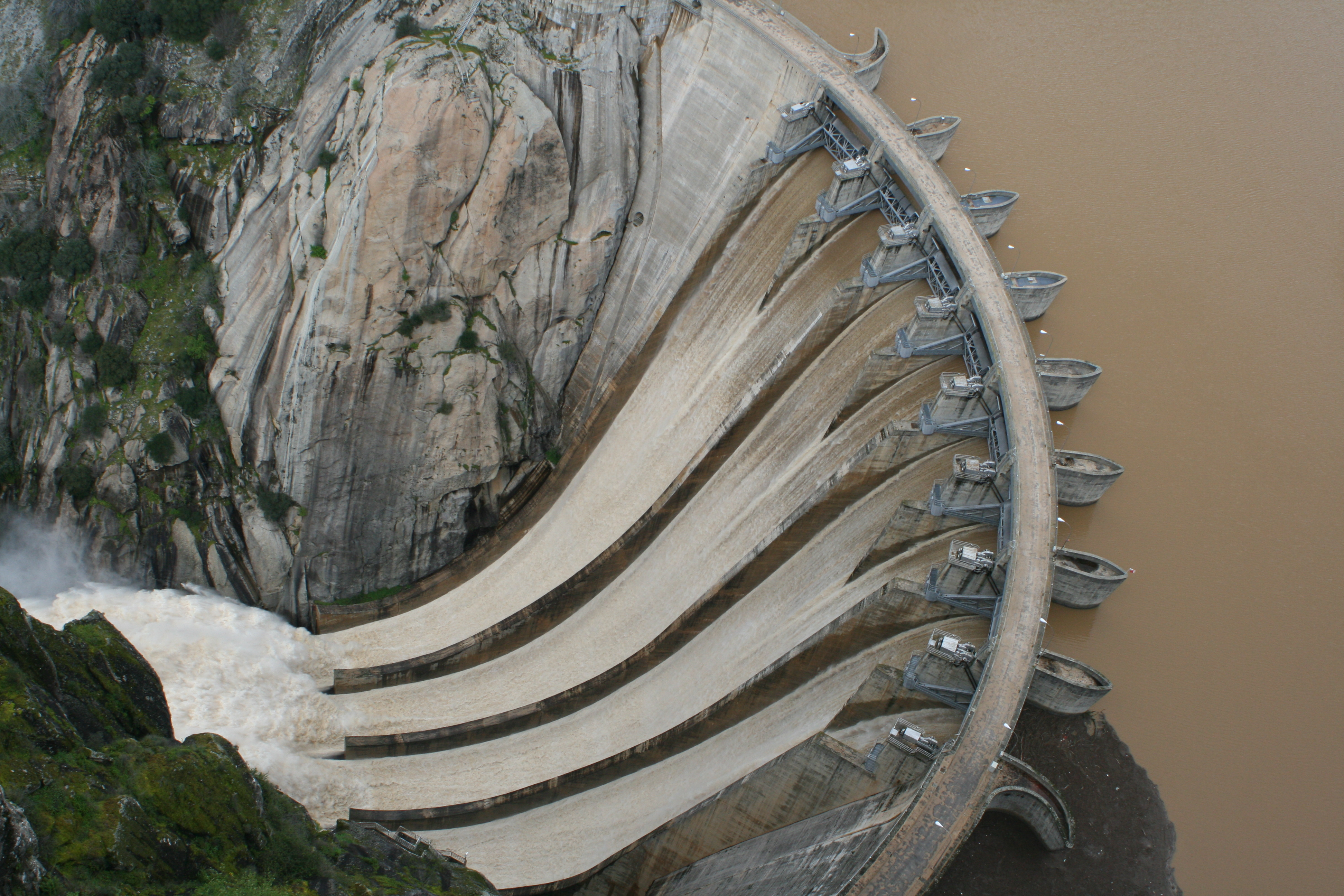
La presa de Aldeadávila desembalsando

En 1956 comienzan las obras del conocido como Salto de Aldeadávila. Iberduero construye un poblado para dar cobijo a las familias de los empleados en la construcción de la presa de Aldeadávila junto al antiguo Convento de Santa María de La Verde, que es restaurado y convertido en hospedería. El conjunto de los trabajos realizados para levantar la presa duraron hasta 1963, justo durante el período de autarquía de la dictadura franquista, en el comienzo de la apertura hacia el exterior. Las primeras tareas de desviación del río se emprenden solapándose en el tiempo con la finalización de las obras del Salto de Saucelle. Afrontan con éxito varias crecidas del río, la más importante tuvo lugar durante los últimos días de diciembre de 1961 en la que se registró una avenida máxima de 9000 m³/s. Fue todo un récord para aquella época pues según los registros históricos, estas crecidas se suelen producir con un periodo de alrededor de 100 años (la anterior de similares dimensiones ocurrió en 1860). El 17 de noviembre de 1962 la central se pone en marcha por primera vez y el 30 de diciembre de 1963 comienza a funcionar a máxima potencia. En su día fue la mayor de su tipo en Europa Occidental y su puesta en marcha supuso doblar la producción total de Iberduero. El acto de inauguración protocolario se realizó el 17 de octubre de 1964, en la explanada de acceso a Aldeadávila I se dieron cita Francisco Franco, jefe del Estado español, António de Oliveira Salazar, jefe del Gobierno portugués, Jorge Vigón Suero-Díaz, ministro de obras públicas, Pedro de Careaga y Baseabe, presidente de Iberduero, y los gobernadores civiles de las provincias de Salamanca y Zamora entre otros.
En 1965 se rueda en la presa de Aldeadávila el final de la película Doctor Zhivago, en el que se muestran unas imágenes impresionantes desembalsando, y durante unos días del verano de 1972 se graban las escenas finales del mediometraje La cabina, dirigido por Antonio Mercero, en las que aparecen la central hidroeléctrica así como las galerías, la carretera y la explanada de La Gran Bóveda por las que se accede a ella. En la trama, el lugar es un depósito de cabinas defectuosas a donde es llevado el personaje interpretado por José Luis López Vázquez.
Entre 1983 y 1986 tienen lugar las obras de la segunda central Aldeadávila II, se vuelve a horadar en la roca a través de un túnel abierto por la galería por la que se accede a Aldeadávila I.
El 21 de julio de 1972 se aprueba la incorporación del municipio de Corporario al de Aldeadávila debido a la falta de medios económicos para prestar los servicios mínimos obligatorios.

#### Democracia
Con la entrada de la democracia la vida en Aldeadávila se mantuvo sin grandes cambios y apenas han sucedido eventos reseñables. Entre 1983 y 1986 se llevaron a cabo los trabajos de ampliación de la presa de Aldeadávila, con la instalación de un nuevo grupo de turbinas y la creación de una segunda central de producción hidroeléctrica, Aldeadávila II. Hoy en día la presa de Aldeadávila, con sus dos centrales, tiene una producción media de 2400 millones de GWh al año y es la presa hidroeléctrica más importante de España y una de las más importantes de Europa Occidental.
En 1987 el Gobierno nacional quiso poner en marcha en el municipio el proyecto IPES, un laboratorio experimental de residuos radiactivos que iba a desarrollarse en la caverna granítica de la central hidroeléctrica de Aldeadávila. Pero el rechazo unánime de la sociedad y el aumento de la tensión política llevaron al secuestro del vicepresidente de la Diputación Provincial de Salamanca, Luis Calvo Rengel, el 3 de abril de 1987. El político fue retenido durante 30 horas en el salón de plenos del Ayuntamiento de Aldeadávila tras ir a entregar un escrito de apoyo a las manifestaciones en contra del proyecto en Las Arribes. Un grupo de vecinos decidió retenerlo como medida de presión ante las altas instancias del Gobierno, obligando a que fueran las fuerzas antidisturbios quienes pusieran fin al secuestro después de 30 horas de retención. En una entrevista posterior Luis Calvo Rengel recuerda: «Me avisaron de que no fuera a Adeadávila, de que la cosa estaba tensa, pero mi obligación era explicar algo que estaba claro y es que si la prueba del laboratorio era positiva el cementerio nuclear se instalaría en la zona». Pocos meses después, ciudadanos de Aldeadávila continuaron con las presiones en contra del proyecto IPES y utilizaron explosivos para derribar una torreta del tendido eléctrico, lo que acabó por llevar a que el Gobierno renunciara al proyecto en octubre del mismo año, sin que hubiera consecuencias penales por el secuestro ni por ninguna de las otras actuaciones cometidas. Todos estos sucesos, junto con las movilizaciones y manifestaciones pacíficas que hubo en el municipio a lo largo de 1987, han sido definidos por el geólogo y escritor salmantino Daniel H. Barreña como los sucesos de Aldeadávila. Su novela IPES recrea el secuestro de Luis Calvo Rengel y las tensas horas que se vivieron en el municipio entre el 2 y el 3 de abril de 1987.

## Demografía
Aldeadávila de la Ribera cuenta con una población de 1120 habitantes (INE 2024).
| Gráfica de evolución demográfica de Aldeadávila de la Ribera entre 1842 y 2021 |
| |
| Población de derecho según los censos de población del INE Población de hecho según los censos de población del INEEntre el censo de 1981 y el anterior, crece el término del municipio porque incorpora a 37111 (Corporario) |

En los años 60 se dio en la comarca un importante aumento demográfico debido a la gran cantidad de personas que vinieron a trabajar en las obras de construcción de la presa de Aldeadávila y la presa de Saucelle. Por este motivo, en el gráfico poblacional del término municipal de Aldeadávila de la Ribera se percibe un pico considerable. Iberduero construyó el poblado del Salto de Aldeadávila para albergar a ingenieros y obreros pero la inmensa mayoría de ellos se marcharon en cuanto acabaron las obras, motivo por el que hoy solo viven hoy unas pocas personas.
Según el Instituto Nacional de Estadística, Aldeadávila de la Ribera tenía, a 31 de diciembre de 2018, una población total de 1239 habitantes, de los cuales 624 eran hombres y 615 mujeres. De esa cifra, la mayor parte corresponde a la localidad de Aldeadávila, que agrupa el 84 % de la población del municipio, repartiéndose el resto entre el anejo de Corporario, con 185 habitantes, y el del Salto de Aldeadávila, con 14. Respecto al año 2000, el censo refleja 1702 habitantes, de los cuales 856 eran hombres y 846 mujeres. Por lo tanto, la pérdida de población en el municipio para el periodo 2000-2018 ha sido de 463 habitantes, un 28 % de descenso, concretamente de 399 habitantes en Aldeadávila, 19 en Corporario y 45 en el Salto.

### Economía
La economía del pueblo se basa sobre todo en la agricultura. Son tradicionales el cultivo de la uva y de la aceituna. Con estos cultivos se fabrica y comercializa vino y aceite de calidad.La introducción del olivo procede de la época árabe, mientras que el de la uva recibe un impulso muy importante en los siglos finales de la Edad Media.
La ganadería también es parte de la economía tradicional de la localidad.
A partir de 1964, gracias a la construcción de la presa de Aldeadávila, muchas personas consiguieron trabajo en ella, y comenzó a diversificarse el mercado de trabajo.
El turismo rural, en constante crecimiento gracias a la naturaleza, es una nueva fuente de ingresos para la localidad. Así mismo, la oferta hostelera de casas rurales de nueva construcción dentro del casco urbano es muy variada.

## Monumentos y lugares de interés

### Presa de Aldeadávila
El lugar más conocido del municipio y el más visitado es posiblemente la presa de Aldeadávila. Forma parte del sistema hidroeléctrico conocido como Saltos del Duero; se ubica en la zona conocida como Arribes del Duero, con desniveles de base que en algunas secciones supera los 400 m. En ella se han grabado escenas de producciones audiovisuales como Doctor Zhivago o La cabina, de José Luis López Vázquez. Fue inaugurada por Francisco Franco el 9 de julio de 1964, un año después de su finalización. Se puede contemplar desde el mirador de la presa, el Picón de Felipe y el mirador del Fraile. Con 2400 GWh anuales, es la presa de mayor producción eléctrica de España.

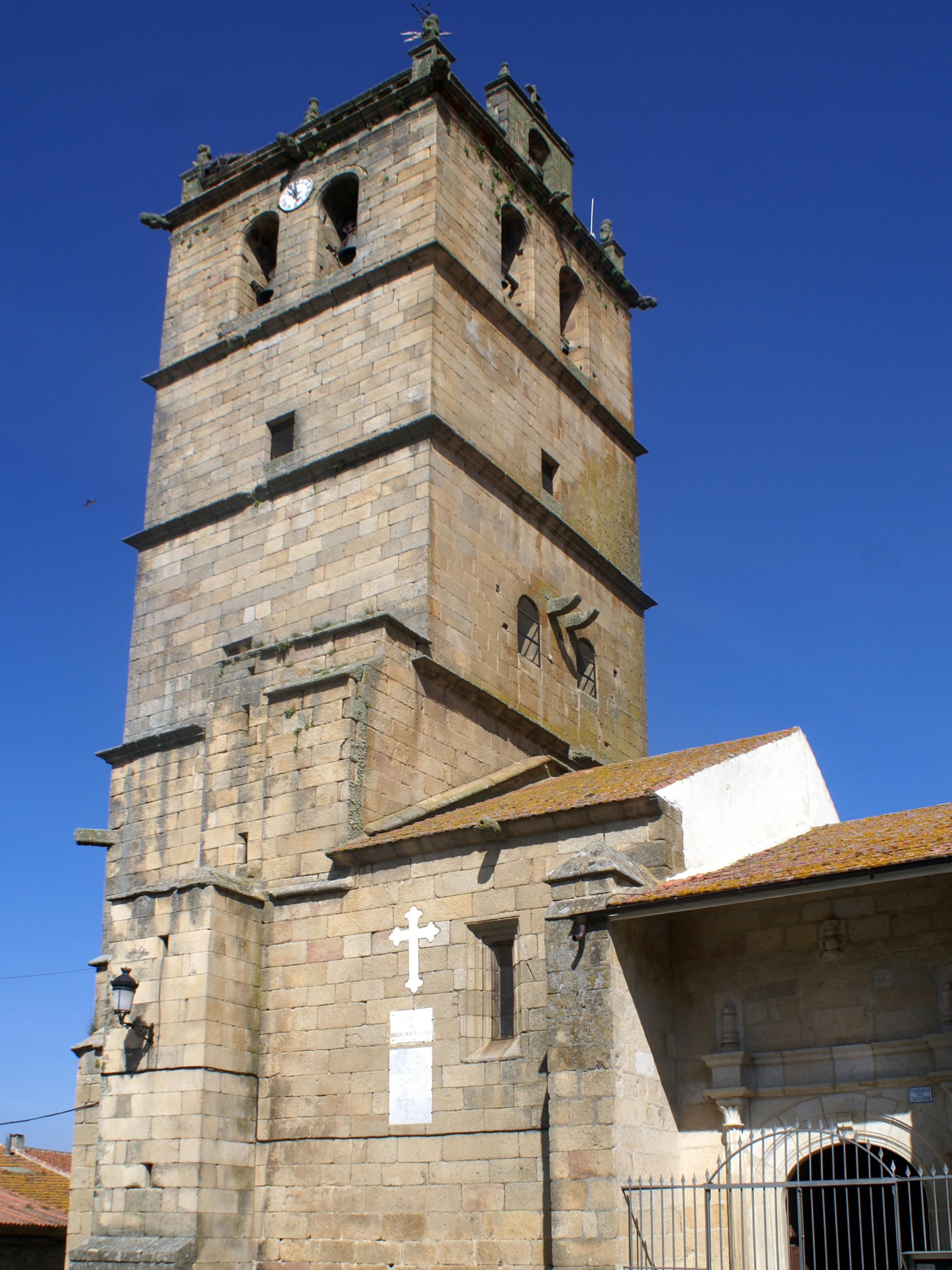
Iglesia parroquial de San Salvador

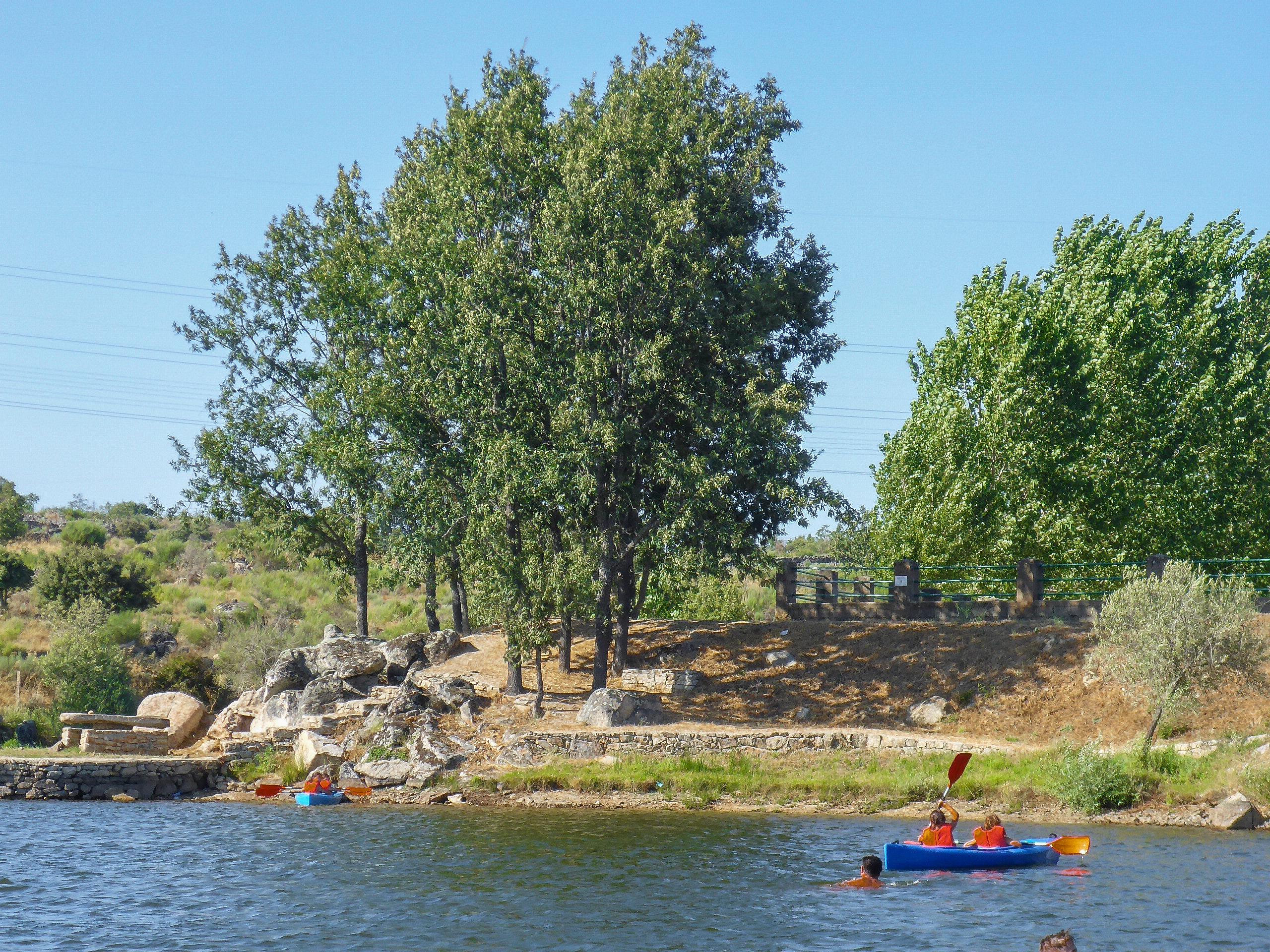
Área recreativa de El Rocoso

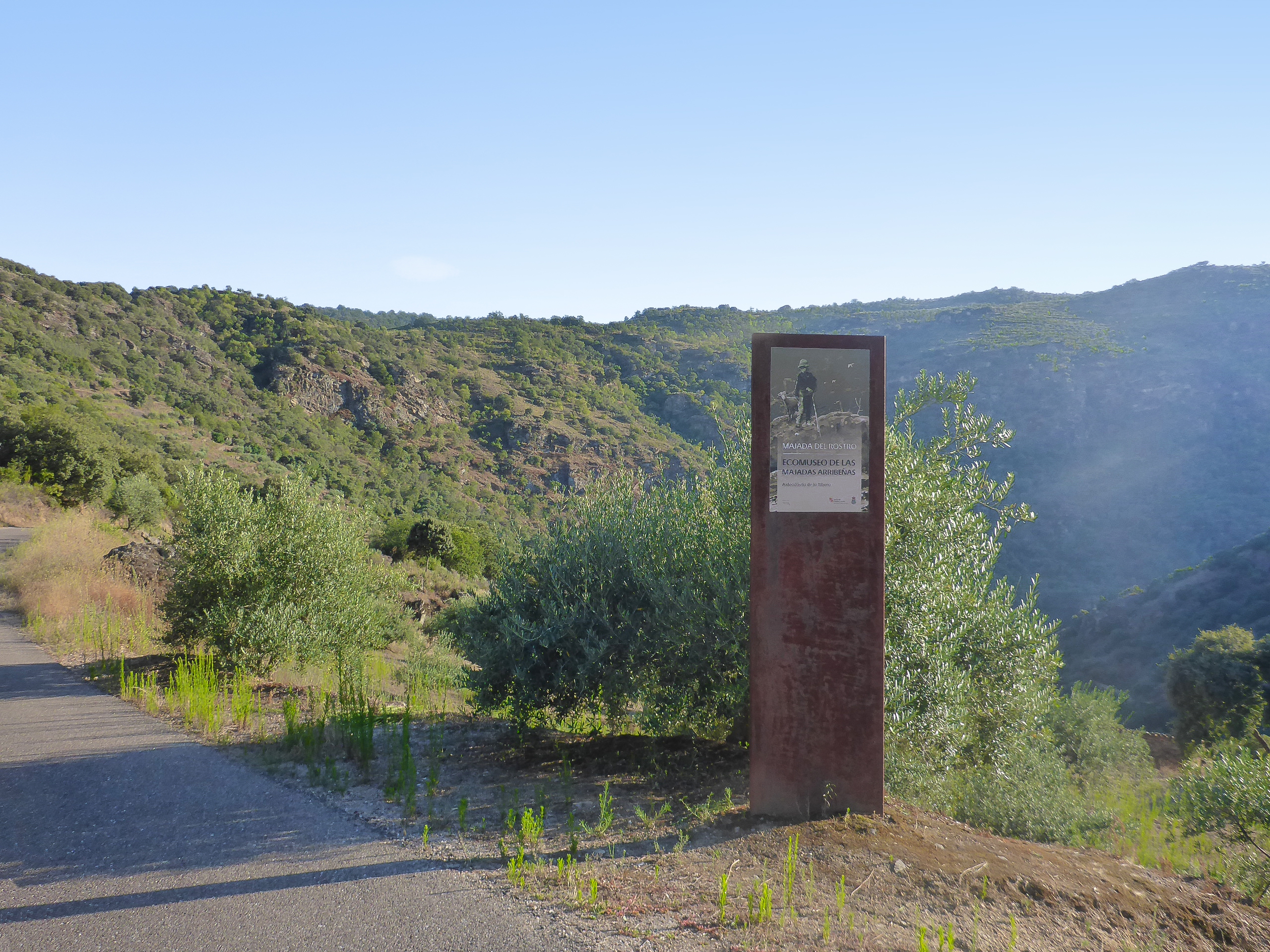
Entrada al museo etnológico de Las Majadas Arribeñas

### Iglesia parroquial de San Salvador
La conocida como Torre de Aldeadávila se levantaría como alcázar militar para defender el pueblo en el siglo XIII bajo el señorío del infante Pedro de Molina y Aragón, conservándose una puerta románica en la cara norte, y muros de más de dos metros de anchura, así como cuatro recios contrafuertes dobles. Ya en el siglo XVI se unió con la iglesia, conformando el campanario, y se realizó la bella puerta de la cara norte con columnas jónicas. Este castillo vivió episodios bélicos de los infantes Sancho Pérez, Pedro de Molina y de la época de las banderías con García de Ledesma.
La iglesia parroquial de San Salvador se comienza a erigir en el siglo XIII antes de 1265, según préstamo de la iglesia catedral de Salamanca, como convento de la fortaleza, conservándose la puerta en arco de medio punto y ocho contrafuertes que soportan los arcos de gravedad de la techumbre. Se acomente una gran reforma entre los siglos XV y XVI. Cuenta con un retablo barroco del siglo XVII y capillas añadidas en el siglo XVIII.

### Otros lugares del patrimonio histórico
El poblado del Salto de Aldeadávila es sin duda uno de los lugares más pinturescos del lugar. Se sitúa en el camino en coche hacia la presa de Aldeadávila. Cuenta con Convento de La Verde, también conocido como convento de Santa Marina, construido del siglo XII al XVIII. 
La necrópolis del Encinar es un yacimiento arqueológico altomedieval compuesto por un total de 5 tumbas de tipo sarcófago que se encuentran diseminadas en una ladera, a medio camino entre el municipio y el Convento de La Verde.
Otras construcciones religiosas destacadas en el municipio son la iglesia parroquial de Corporario, del siglo XIII y XIV, con estela tardorromana y un fragmento de tumba antropomorfa, la ermita del Santo Cristo del Humilladero, del siglo XVII, la ermita de La Santa o Nuestra Señora de las Huertas, con un bello pórtico del siglo XVIII y retablo barroco procedente del Convento de Santa Marina, los cruceros de Vía Crucis históricos, de los siglos XVI y XVIII, o la ermita de San Sebastián, del siglo XIII al XIX, con inscripciones medievales, que se ha habilitado como oficina de turismo.
Entre las edificaciones de carácter civil destacan el Palacio del Marqués del Caballero, del siglo XVIII, con blasones de la familia Caballero, el edificio histórico de la aduana, de 1739, que fue aduana de segunda clase con barca y que en 1866 se amplía para la exportación de ganados o el Palacio de Manuel Caballero del Pozo (1790-1800), situado en la calle Poza, así como los distintos chozos históricos diseminados por todo el término municipal.
Se conserva un lienzo de la cerca árabe del siglo X, un tramo de 400 metros próximo a la ermita de La Santa, compuesto de muro y terraplén, y dos cubos de la antigua muralla amputados.

### Zonas de esparcimiento
El Llano de la Bodega es un parque situado a 5 km de la localidad. Cuenta con mesas y sillas de piedra para merendar, chozas de piedra, etc. Se trata de un espacio natural adaptado para el esparcimiento. Desde el Llano de la Bodega se puede llegar andando al Picón de Felipe y al mirador del Fraile.
Al museo etnográfico de Las Majadas Arribeñas, se llega siguiendo las indicaciones por carretera del crucero ambiental de las arribes. La visita sirve para conocer las formas de vida tradicionales de los cabreros, en las majadas o construcciones de piedra donde convivían las cabras con su pastor, también de centro de fomento de esta profesión en la comarca de La Ribera.
Bajando hacia la orilla del Duero desde el museo etnográfico, se localiza la playa del Rostro. Se trata de un arenal artificial asentado en un meandro del Duero y que constituye desde hace años, una de las zonas más visitadas del parque natural Arribes del Duero por ofrecer entre otras cosas, actividades como el piragüismo y los paseos en barco por el Duero en el crucero ambiental Corazón de Arribes. Además, está provista de sillas y mesas de piedra desde donde poder descansar y apreciar el paisaje. Antes de llegar, se puede desviar al Picón de Mariota.
En los últimos años se ha habilitado el Área recreativa de El Rocoso, en el antiguo embalse de El Rocoso, que era utilizado para el abastecimiento de la localidad, pero que hoy sirve de playa interior, apropiada para el baño, lugar de ocio, esparcimiento y pesca, que cuenta con césped, baños y un local de hostelería de licencia municipal.

### Miradores
El del Picón de Felipe es el mirador más famoso del pueblo y uno de los más impresionantes del parque natural de Arribes del Duero pues se sitúa en el corazón de las arribes, el tramo en el que se aprecia un mayor desnivel, de en torno a unos 400-500 m. Se dice que hace muchos años un habitante de Aldeadávila llamado Felipe se suicidó desde lo alto del picón, a orillas del río Duero, porque su novia era portuguesa y no podía estar con ella por lo que de ahí vendría el nombre del mirador. Según otra versión menos trágica de la leyenda, Felipe quería derribar esta enorme roca para que las piedras hicieran de puente y así poder cruzar a Portugal para ver a su amada. Desde él se obtiene una vista muy amplia del profundo cañón del Duero y las arribes portuguesas así como de la presa de Aldeadávila al fondo izquierdo. Se llega andando a través de un camino que nos conduce hasta el picón desde el Llano de la Bodega, donde existe un aparcamiento para poder dejar el coche. Es un lugar importante en el desenlace de la novela IPES, de Daniel H. Barreña.

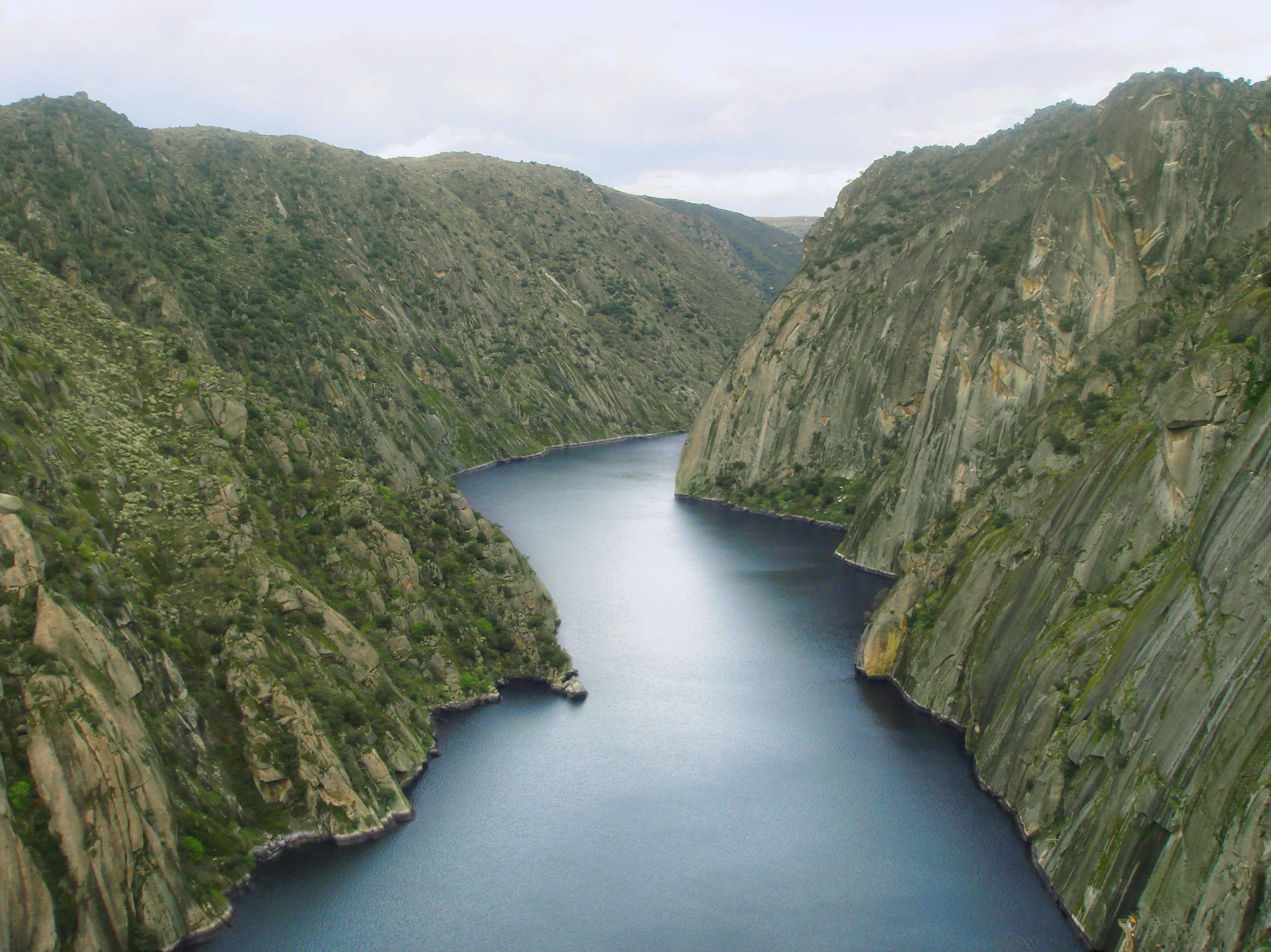
Las arribes del Duero vistas desde el mirador de la presa de Aldeadávila

Desde el mirador del Fraile se pueden obtener vistas del valle de La Verde y es que se llamaría así porque existiría una peña conocida como la silla del fraile desde la que se podría contemplar el ir y venir de los frailes franciscanos en su huerta del Convento de Santa Marina de La Verde. Se puede acceder en coche casi hasta el mismo mirador por una carretera que desemboca en una instalación de Ibredrola. Es poco apto para personas que padezcan de vértigo pues desde él se puede obtener una buena perspectiva en altura de la hendidura donde se localiza la presa de Aldeadávila así como del picón de Felipe.
El mirador de la presa de Aldeadávila se sitúa junto al edificio de control de la subestación de Aldeadávila I. Es preciso llegar en coche hasta el poblado del Salto y continuar luego siguiendo las indicaciones de la presa. En un determinado punto de la carretera se encuentra la boca de entrada al túnel por el que se accede a la central, conocido como La Gran Bóveda, al que sólo a los trabajadores de Iberdrola les está permitida la entrada. A su derecha la carretera continúa hasta la subestación donde se dispone un pequeño aparcamiento desde donde ya se puede divisar una panorámica del Duero, aunque no en todo su esplendor. Tanto la carretera como el aparcamiento son de pequeñas dimensiones por lo que no es recomendable el acceso en autobús. Una vez en el aparcamiento existe una escalera que da acceso a un pequeño camino que termina en el mirador, desde donde se puede observar la presa a nuestros pies mejor que desde ningún otro sitio así como el embalse encajonado en las arribes. Al acceder a la escalera un muro rezaba «Veinticinco años de la paz de Franco hicieron posible la construcción de este Salto de Aldeadávila. MCMLXIV».

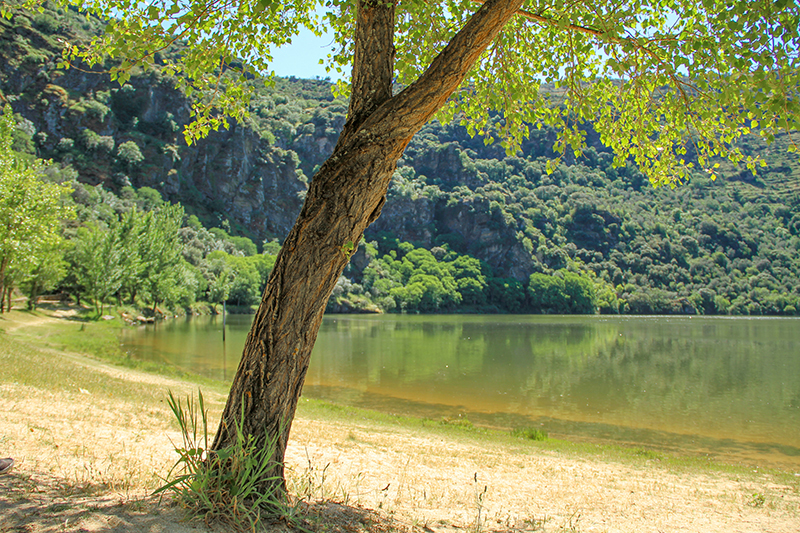
Playa del Rostro, Corporario

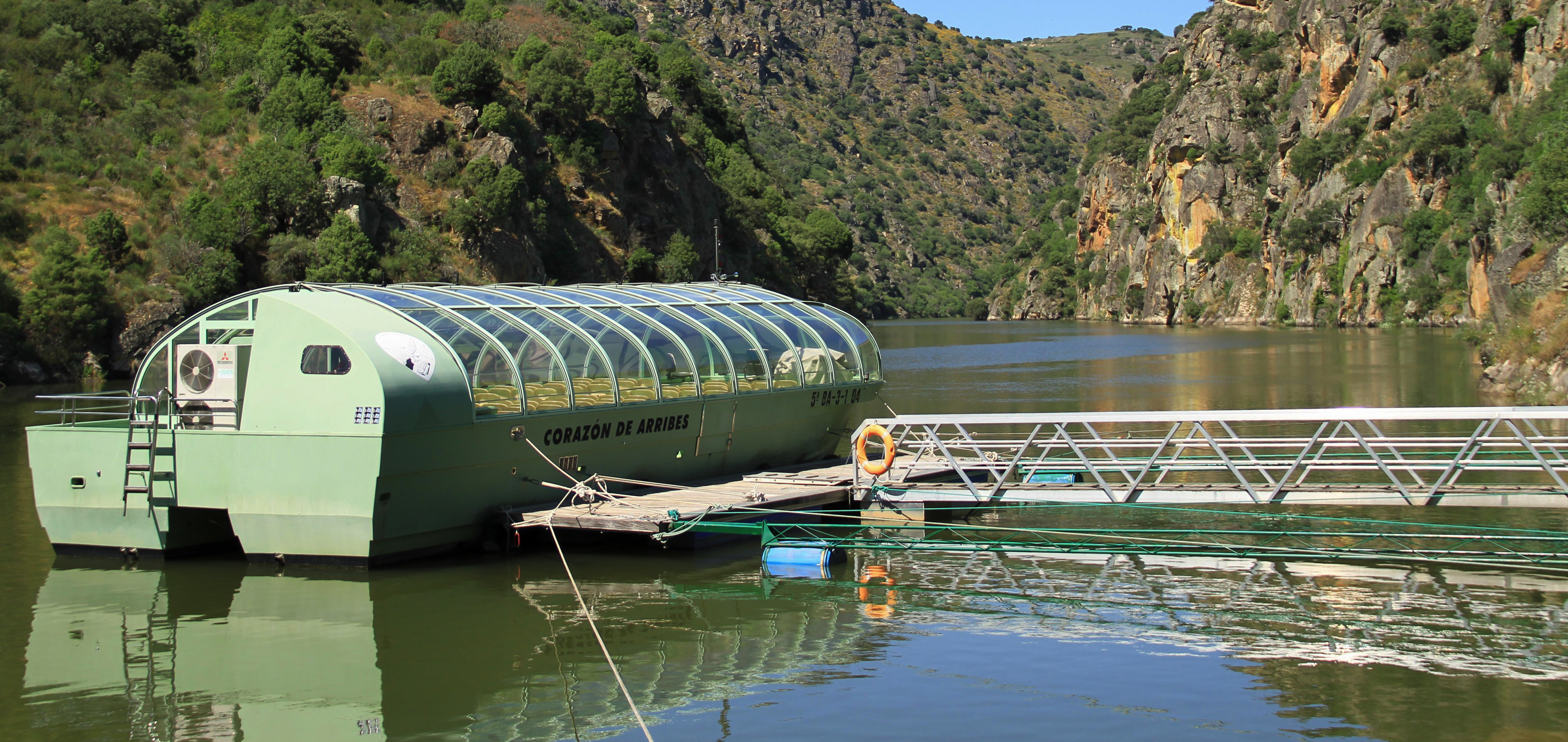
Barco Corazón de Arribes, en la playa del Rostro, Corporario

Para llegar hasta el mirador de Rupurupay existe una ruta circular de unos 9 km que se inicia en la ermita de La Santa, a la que se llega por la calle de Abajo, y finaliza alcanzando nuevamente el pueblo por la calle Iberdrola. Desde el mirador se puede obtener una bonita estampa de una curva del Duero. La ruta está señalizada en algunos tramos y durante el trayecto se pueden observar caños, huertos y los chozos o majadas tradicionales de Las Arribes, tanto de planta cuadrada como circular, utilizadas como refugio por los pastores. A unos 400 m después del mirador y andando ya por el lateral del cañón del Duero existe un cruce de senderos, el de la izquierda lleva hasta la desembocadura del arroyo Remolino, zona en la que las vistas se vuelven aún más espectaculares y en la que dicho arroyo forma cascadas frecuentadas por los amantes del barranquismo.
Los otros dos puntos de vista relevantes situados en el norte del municipio son el mirador de Rupitín y el mirador de Lastrón. La ruta para alcanzarlos se inicia también en la ermita de La Santa. Habiendo recorrido ya unos 3 km se llega a una bifurcación de la que parten dos caminos. A la derecha Lastrón, a la izquierda Rupitín. Este último es posiblemente el mirador desde donde se obtienen una de las vistas más estilizadas del Duero a su paso por Aldeadávila ya que se puede ver un tramo de bastante longitud en el que existen varios meandros de poca amplitud. Una vez alcanzado el mirador, a aproximadamente 1 km de la bifurcación, se puede optar por dar media vuelta o continuar por un sendero que atraviesa el bosque emplazado en la ladera del valle, que discurre por un desnivel de unos 150 m para llegar al picón de Felipe en 5 km o al pueblo en 10 km.
El picón de Mariota, situado en tierras de lo que antiguamente era el término municipal de Corporario, es un meandro del Duero. Para llegar hasta el mirador en coche o andando desde Corporario hay que seguir las indicaciones de la playa del Rostro hasta un punto en la carretera en la que deja de estar asfaltada, continuando recto en lugar de seguir hacia la playa a la izquierda. A unos 100 m se coge un camino a la derecha que nos lleva hasta él. Desde Masueco también existe otra ruta de 12 km que llega hasta el picón de Mariota. Pasa por el Pozo de los Humos y desciende luego para caminar junto al Duero por un sendero que desemboca en el citado punto en el que la carretera deja de estar asfaltada.
El mirador del Palomar se encuentra situado en pleno centro urbano, se llega a él por la calle Salas Pombo, en confluencia con la calle Sierra, donde se encuentran una escaleras de acceso. Se puede observar el conjunto urbano del pueblo donde predomina la torre de la iglesia.

## Cultura
Las Arribes constituye una de las comarcas de mayor personalidad cultural dentro de la provincia de Salamanca, pues se distingue entre otras cosas, por la peculiaridad de su paisaje, sus manifestaciones folklóricas y su arquitectura así como por, antiguamente, los rasgos lingüísticos dialectales derivados de la lengua asturleonesa.

### Habla
En toda la comarca de La Ribera existió antiguamente una profunda y arraigada influencia del idioma asturleonés occidental, concretamente se utilizaba un dialecto de este, el habla riberana. Quizás la reminiscencia más destacada de esta variedad lingüística es la canción conocida como Toru de Aldeadávila, recogida por Dámaso Ledesma en su Cancionero Salmantino.
Cuenta el profesor Antonio Llorente Maldonado de Guevara en su libro Estudio sobre el habla de la Ribera: (Comarca salmantina ribereña del Duero), que en 1943 durante su estancia en la comarca ya observaba la paulatina pérdida del habla característica de la zona y reseñaba que notaba ligeramente que en Villarino, Aldeadávila y Corporario empezaban a ser ya las generaciones más viejas y las personas poco cultas de más de cuarenta años las que más cambiaban totalmente las vocales finales, iniciales y protónicas 'o' por 'u' y 'e' por 'i', diferencia generacional que decía que se notaba «más que nada en la gran cantidad de aldeavilucos que estudian en los seminarios y noviciados religiosos, ya que era el pueblo más piadoso de toda la provincia».
Entre los fenónemos más característicos, aparte del ya reseñado, indicaba otros como la pérdida de la 'r' final de infinitivo ante pronombres enclíticos (matalu, decilu, cometí, pegali), el uso de gerundios leoneses en la segunda conjugación (caendu, vertendu, movendu, etc), la pérdida de la 'd' intervocálica en toda la fonética (partíu, comíu, parei, maera) así como el uso de imperativos leoneses (andái, hacéi, sentí). Entre el léxico propio indicaba palabras como mortocón, haramascas, remanecer, esprisionis, enfiembri, bufa, recadar, entinar o henechu.

### Arquitectura

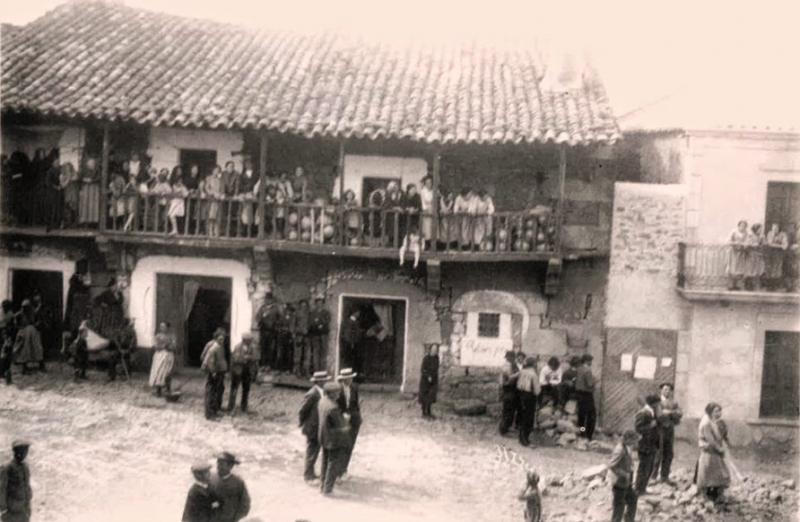
Antigua casa del concejo o ayuntamiento en 1923, de estilo arquitectónico tradicional riberano, en una irreconocible plaza mayor con respecto al aspecto actual

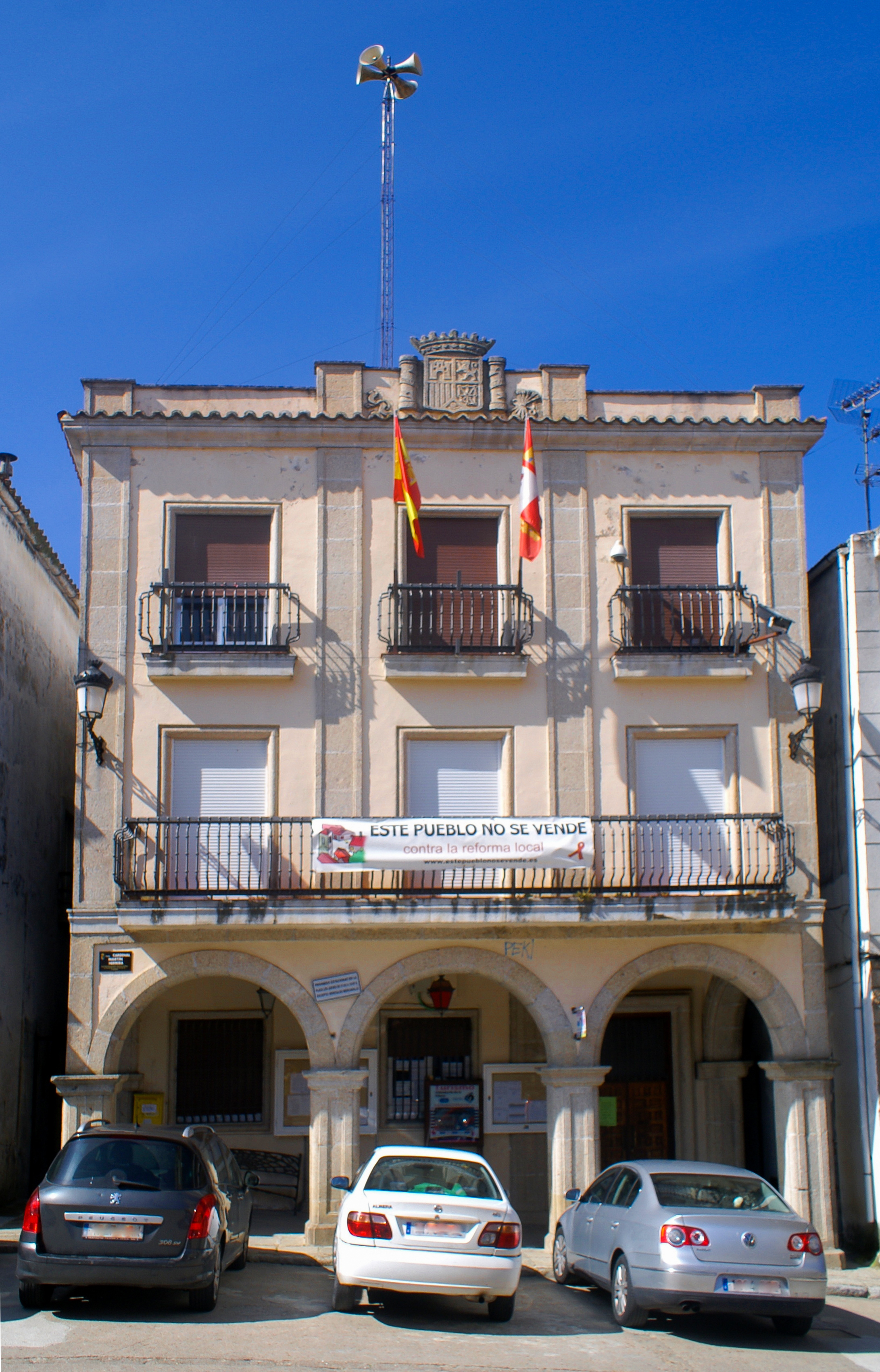
Actual casa consistorial

Los pueblos de La Ribera cuentan con una arquitectura tradicional propia, resultado de su geografía, su microclima y sus gentes. Uno de los factores por los que se ha conservado mejor que en otras zonas puede haber sido su localización fronteriza, aislada con respecto a las principales ciudades. Dentro del patrón común de la comarca, Aldeadávila se distingue por la existencia de algunas construcciones de piedra bien tratada, con numerosos elementos de sillería, algunos de ellos medievales, en rincones apacibles y calles delimitadas por un perímetro altomedieval. Entre los ejemplos más representativos estarían el palacio del Marqués del Caballero en la calle Sor Alegría o el palacio de la familia del Pozo, en la calle Poza.
La típica casa riberana de vivienda habitual presenta una única fachada ya que se sitúa junto a otras edificaciones adyacentes. Dos formas estéticas son muy características, pintada de blanco (antiguamente con cal) o con la mampostería de piedra al descubierto. Del segundo piso sobresale un gran balcón característicamente adornado con macetas de flores que protege de la lluvia a la puerta principal, inmediatamente debajo. Junto a ella suele haber un poyo o asiento. En algunos casos en lugar del balcón existe una ventana adornada con dos «morillos» o piedras a modo de alféizar.
El balcón es quizás el elemento más característico aunque ya quedan pocos ejemplos pues es la pieza más difícil de mantener. Se puede presentar techado o sin techar. A veces pequeño o grande, dependiendo de las dimensiones de la morada, y siempre soportado por vetustas ménsulas. Entre los ejemplos que respetan bien la fisonomía característica podrían figurar las casas de los números 7 y 15 de la calle José Antonio Caballero.
Con el paso de los años el interior de las viviendas ha ido evolucionado hacia una disposición más moderna pero en lo referente a la apariencia exterior, los pueblos con arquitectura tradicional definitoria tienden a buscar mantener la estética de antaño para atraer el turismo.
También son muy característicos los cruceros así como los chozos y las cortinas del campo. Los chozos son construcciones abovedadas, de planta circular o cuadrada, que sirven para refugiar de la lluvia a los pastores a los que les sorprendía en mitad del campo. Las cortinas, muy representativas del paisaje, son fincas de aprovechamiento agrícola o ganadero que están delimitadas por característicos muretes de piedra.

### Fiestas del Toro
Es la fiesta principal de Aldeadávila en honor a San Bartolomé (24 de agosto) con gran protagonismo de los espectáculos taurinos.
Las fiestas comienzan el día 22 de agosto con el famoso desenjaule en el Prado de los Toros. El 23 tiene lugar la coronación de damas y reinas, y el 24 por la noche las peñas participan en el desfile de carrozas. Consiste en hacer una elaboración en un remolque y esta recorre las calles del pueblo a la vista de todos los vecinos. Estas se presentan al concurso en el que optan a premios económicos según los votos que reciba cada una, de los jueces que el ayuntamiento escoge. En 2016 se incluyeron premios al mejor disfraz, mejor animación y premio al esfuerzo. 
Los cuatro días hay encierros y corridas de toros. Los encierros son por la mañana. Se conduce a los toros a caballo desde el Prado de los Toros hasta la plaza del pueblo recorriendo varias calles de la localidad. Por la tarde los toros son lidiados.

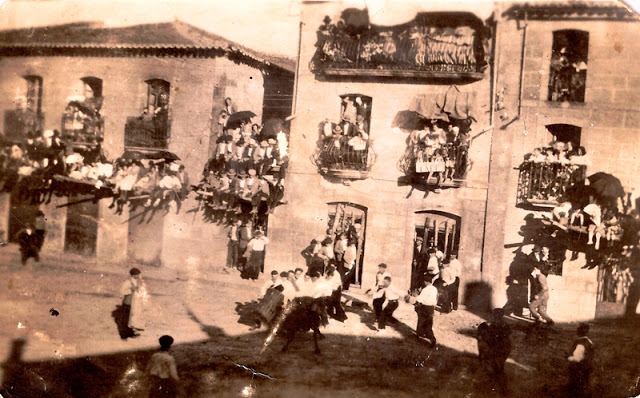
Celebración de un encierro en la playa mayor, 1940

Todas las noches durante las fiestas hay verbena en la plaza y se celebran diversas actividades. El 28 de agosto es el último día de las fiestas. Se denomina el entierro de la sardina. Se hace una procesión con San Bartolomé y con un ataúd que será quemado al final del recorrido.

### San Blas
Es la fiesta en honor a San Blas (3 de febrero), se celebra en Corporario.

### La Bufa de San Antón
Se trata de un rito o celebración ancestral de origen prerromano, posiblemente vetón, realizado en torno a la festividad de San Antón, cuando según la leyenda era preciso ahuyentar a los malos espíritus que acechaban al ganado y las cosechas. Es la única mascarada de invierno que se celebra en la provincia de Salamanca y comparte procedencia con otras similares celebradas en la provincia de Zamora, Orense, Extremadura o Trás-os-Montes. Según el etnógrafo e historiador Bernardo Calvo Brioso La Bufa es «el tesoro más antiguo de Aldeadávila, seña de identidad y estandarte más representativo, una revista a la forma de vida de los antepasados, un patrimonio cultural inmaterial que hay que conservar».
Muchos niños se disponen en grupo formando el cortejo de los bufoneros o bufantes, que con cencerros, cintas de colores e instrumentos con los que hacer ruido, espantan a dos personas disfrazadas de La Urga y El Judas, con aspecto de bruja y de animal respectivamente, que representan el mal y la transmisión de enfermedades a los animales y a las cosechas.

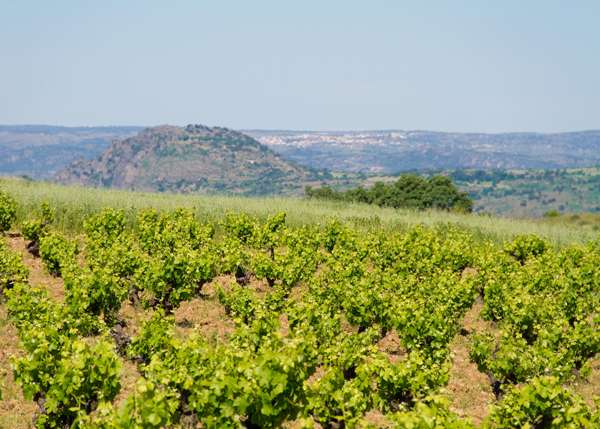
Vides cerca del picón de Mariota, en los campos del anejo Corporario

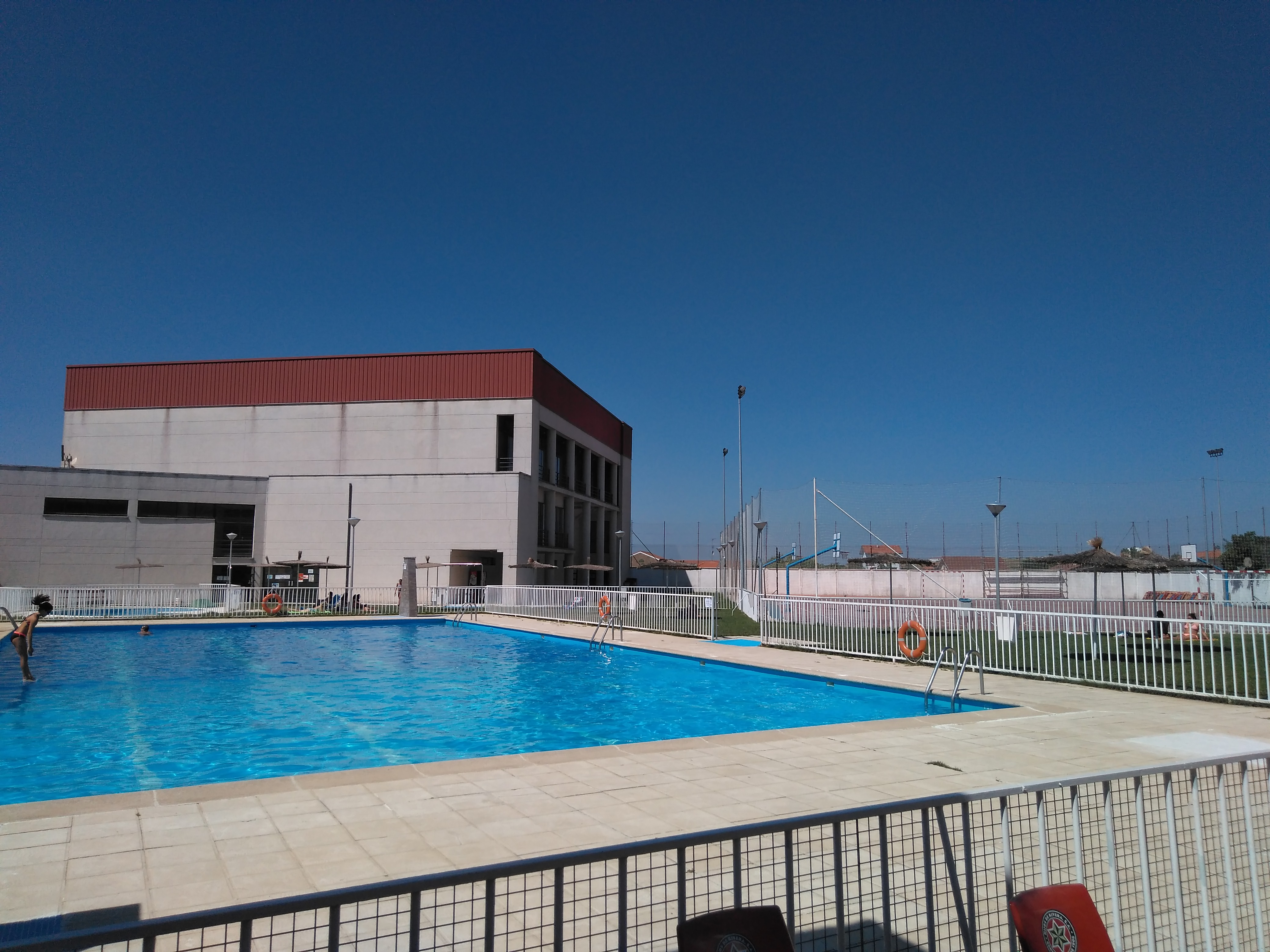
Piscina y polideportivo municipal

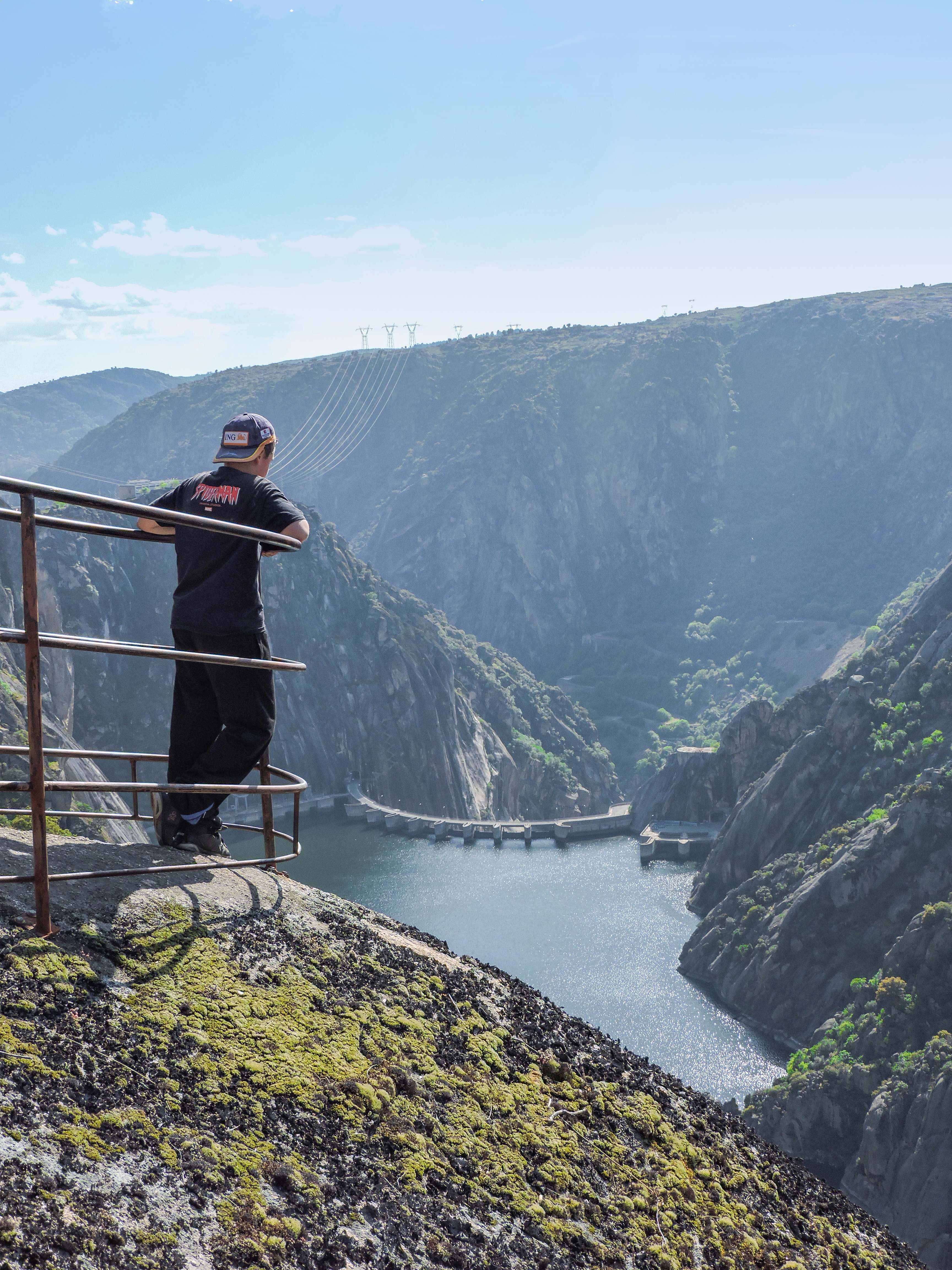
Vistas desde el mirador del Picón de Felipe, en pleno parque natural

Fue una tradición pagana tan arraigada en la zona que cuando se instaló la fe cristiana, esta no tuvo otra opción que acogerla entre sí ante la imposibilidad de su erradicación. La indumentaria de arpillera simulando la vestimenta eclesiástica y los capirotes en forma de mitra utilizados por los bufantes incorporan una crítica o burla hacia la iglesia que se añadió a la fiesta posteriormente, concretamente hacia el obispo de Salamanca y los franciscanos que se radicaban en el convento de Santa Marina de La Verde. En la escenificación tampoco falta la influencia portuguesa, en este caso representada en las máscaras y en la pintura de las caras, que les hacía irreconocibles ante el mal primero, y ante el poder eclesiástico después. Durante el sínodo de 1497 la iglesia prohibió su celebración bajo amenaza de excomunión a los que se osaran a continuar con ella, pero los aldeavilucos la conservaron hasta 1975, año en el que perdió fuelle. El ayuntamiento decidió recuperarla en 2010 y desde entonces se puede considerar nuevamente consolidada con relativo éxito entre los jóvenes y los más pequeños de la localidad.
Durante los últimos años la escenificación va precedida de una obra de teatro que representa y narra la historia de la tradición a los asistentes. Además de los roles ya citados, existen los mayordomos del evento, personificados en los concejales de turismo y festejos del Ayuntamiento de Aldeadávila, Fernando Redondo y María del Sol Sánchez, que ofrecen a todos los participantes un chocolate con bizcochos a modo de convite. El vecino Ángel Arroyo fue el último mayordomo hasta 1975, año a partir del cual la fiesta pasó a un tiempo muerto.

### Semana Santa
El Domingo de Resurrección todo el pueblo sale a pasar el día en el campo. La tradición es llevar un huevo duro y rodarlo hasta que se rompa el cascarón.

### En cine y literatura
Aldeadávila ha sido escenario de numerosos rodajes de producciones nacionales e internacionales:
- La película Doctor Zhivago, adaptación de la novela homónima, del escritor ruso Boris Pasternak, dirigida por David Lean, se rodó durante 1965 en diversos lugares de España, entre ellos Aldeadávila. La escena final de la película fue grabada en la presa de Aldeadávila, que aparece también desembalsando sus aguas durante los títulos de crédito finales.[38]
- La parte final del mediometraje La cabina, de Antonio Mercero, se rodó en 1972 en las galerías interiores de la central hidroeléctrica de Aldeadávila, que simulaban ser un almacén al que se enviaban las cabinas defectuosas como la que atrapa al protagonista.[18]
- La presa de Aldeadávila fue en 2018 el lugar elegido para el rodaje de algunas de las escenas del clímax de la película Terminator: Dark Fate, sexta entrega de la franquicia de películas de Terminator. Producida por James Cameron y dirigida por Tim Miller.[39]
- Aldeadávila de la Ribera es también el escenario central de la novela IPES,[20] de Daniel H. Barreña, en la que recrea el secuestro que vivió en 1987 el vicepresidente segundo de la Diputación de Salamanca, Luis Calvo Rengel.[20]
- En 2020 la serie 30 monedas, del director Álex de la Iglesia, eligió la presa de Aldeadávila para alguna de sus localizaciones.[40]
- Uno de los momentos clave de la película Fast & Furious 10, dirigida por el francés Louis Leterrier, se rodó en la presa de Aldeadávila.[41]

## Administración y política

### Gobierno municipal
| Periodo   | Nombre                       | Partido | Partido                                  |
| --------- | ---------------------------- | ------- | ---------------------------------------- |
| 1979-1983 | Francisco Gago Robles        |         | Independiente                            |
| 1983-1987 | Julián Mata Ledesma          |         | Partido Socialista Obrero Español (PSOE) |
| 1987-1991 | Jesús Carretero Martín       |         | Alianza Popular (AP)                     |
| 1991-1999 | Julián Mata Ledesma          |         | Partido Socialista Obrero Español (PSOE) |
| 1999-2003 | Emilio Hernández Pereña      |         | Partido Popular (PP)                     |
| 2003-2023 | Santiago Hernández Pérez     |         | Partido Socialista Obrero Español (PSOE) |
| 2023-act. | Florentino García Valladares |         | Partido Popular (PP)                     |

| Partido político                                                   | 2023  | 2023  | 2023       | 2019  | 2019  | 2019       | 2015  | 2015  | 2015       | 2011  | 2011  | 2011       | 2007  | 2007  | 2007       | 2003  | 2003  | 2003       |
| Partido político                                                   | %     | Votos | Concejales | %     | Votos | Concejales | %     | Votos | Concejales | %     | Votos | Concejales | %     | Votos | Concejales | %     | Votos | Concejales |
| Partido Popular (PP)                                               | 56,11 | 509   | 5          | 47,45 | 465   | 4          | 44,15 | 415   | 4          | 32,00 | 319   | 3          | 43,23 | 463   | 4          | 45,77 | 536   | 4          |
| Partido Socialista Obrero Español (PSOE)                           | 42,55 | 386   | 4          | 50,71 | 497   | 5          | 54,04 | 508   | 5          | 51,05 | 509   | 5          | 56,21 | 602   | 5          | 42,61 | 499   | 4          |
| Coalición SI por Salamanca (SI)-Unión del Pueblo Salmantino (UPSa) | 0,11  | 1     | 0          | —     | —     | —          | —     | —     | —          | 4,81  | 48    | 0          | —     | —     | —          | 10,67 | 125   | 1          |
| Izquierda Unida (IU)                                               | —     | —     | —          | —     | —     | —          | —     | —     | —          | 10,93 | 109   | 1          | —     | —     | —          | —     | —     | —          |

El alcalde de Aldeadávila lo es en régimen de dedicación exclusiva, lo que quiere decir que no compatibiliza la alcaldía con ningún otro trabajo, y cobra 25 529,70 euros al año (2017).

#### Evolución de la deuda viva municipal
El concepto de deuda viva contempla solo las deudas con cajas y bancos relativas a créditos financieros, valores de renta fija y préstamos o créditos transferidos a terceros, excluyéndose, por tanto, la deuda comercial. En 2023 es de 0 euros por habitante.
| Gráfica de evolución de la deuda viva del Ayuntamiento entre 2008 y 2023                                           |
| |
| Deuda viva del Ayuntamiento de Aldeadávila de la Ribera, en miles de euros, según datos del Ministerio de Hacienda |